# لوری کالووی
لوری کالووی (انگلیسی: Laurie Calloway؛ زادهٔ ۱۷ ژوئن ۱۹۴۵) بازیکن فوتبال اهل بریتانیا است.
از باشگاه‌هایی که در آن بازی کرده‌است می‌توان به باشگاه فوتبال یورک سیتی، باشگاه فوتبال بلکبرن روورز، باشگاه فوتبال ولورهمپتون واندررز، باشگاه فوتبال روچدیل، باشگاه فوتبال ساوتپورت، و باشگاه فوتبال شروزبری تاون اشاره کرد.